# Niklas Geske
Niklas Geske (* 13. April 1994 in Dortmund) ist ein deutscher Basketballspieler. Er steht seit 2020 bei den VfL SparkassenStars Bochum unter Vertrag.

## Spielerlaufbahn
Niklas Geske wuchs in Dortmund auf. Schon mit sechs Jahren begann er beim TVE Barop Basketball zu spielen und zeigte schnell großes Talent für den Sport. Neben seiner Leidenschaft für Basketball lernte Geske bereits im frühen Alter das Klavierspielen. Bis zum 16. Lebensjahr durchlief er die Ausbildung beim TVE Barop, bis er schließlich bei den Herren von SVD 49 Dortmund seine Karriere im Erwachsenenbereich begann. 2011/12 und 2012/13 erreichte er mit der NBBL-Mannschaft von Phoenix Hagen, welche er im zweiten Jahr als Kapitän anführte, jeweils das Finalturnier der vier besten deutschen U19-Nachwuchsmannschaften. Ab der Saison 2012/13 trainierte Niklas Geske schon mit den Herren von Phoenix Hagen und kam 2013 zu seinem Bundesligadebüt.
Überregional bekannt wurde Geske am 17. Januar 2015 durch einen getroffenen Wurf, den er in der letzten Sekunde des Bundesligaspiels Medi Bayreuth gegen Phoenix Hagen unweit der Mittellinie abgab und damit Hagen zum 76:73-Sieg führte. Im Juli 2015 gewann er mit der deutschen Studentennationalmannschaft Silber bei der Sommer-Universiade 2015. Er absolvierte insgesamt 85 Bundesligaeinsätze für Hagen und wechselte zur Saison 2016/17 zum Bundesliga-Aufsteiger SC Rasta Vechta. Nach dem Bundesligaabstieg von Rasta Vechta schloss er sich dem Bundesligisten MHP Riesen Ludwigsburg an.
Im Sommer 2018 entschied sich der Aufbauspieler, der ersten Liga den Rücken zu kehren und zu den EN Baskets Schwelm in die 2. Bundesliga ProB zu wechseln, um gleichzeitig auch seine berufliche Zukunft außerhalb des Basketballsports zu gestalten. In der Punktrunde der Saison 2018/19 war Geske mit einem Schnitt von 20,4 Punkten je Begegnung viertbester Korbschütze der 2. Bundesliga ProB. Im April 2019 wurde er in die deutsche „3-gegen-3“-Nationalmannschaft berufen, für die er im Mai 2019 in Puerto Rico bei den Ausscheidungswettkämpfen für die Weltmeisterschaft auflief. Im selben Monat unterzeichnete er einen Vertrag bei Phoenix Hagen (2. Bundesliga ProA). Im Juni 2020 wurde er vom Drittligisten VfL SparkassenStars Bochum verpflichtet. Mit 19,8 Punkten und 8,7 Korbvorlagen je Begegnung war Geske 2020/21 in beiden statistischen Wertungen bester Bochumer und stieg mit der Mannschaft in die 2. Bundesliga ProA auf. Bei einem Sonderlehrgang des Deutschen Basketball Bunds im Sommer 2021 erwarb Geske den B-Trainerschein. 2023/24 kam Geske in 30 Spielen zum Einsatz und erzielte im Mittel 12,7 Punkte. Er musste mit Bochum den sportlichen ProA-Abstieg hinnehmen. Dennoch blieb Geske mit der Mannschaft in der zweithöchsten Spielklasse, da Bochum aufgrund fehlender Aufsteiger das Teilnahmerecht erhielt. Geske wurde Bochumer Mannschaftskapitän.